# 波蘭音樂出版社
波蘭音樂出版社（波蘭語：Polskie Wydawnictwo Muzyczne，字首縮寫PWM）是設於克拉科夫的音樂出版社，創建於1945年，曾是波蘭境內最重要的音樂出版社。致力於波蘭作品的推廣，出版了弗雷德里克·肖邦作品全集（即波蘭國家版），以及卡洛维茨、莫纽什科、席曼诺夫斯基等人的作品集，另外巴切维茨、基拉尔、帕德雷夫斯基等波蘭音樂家的作品也由其經手銷售。樂譜之外，亦有專書、有聲書、音樂指南、辭庫等其他出版品。2012年他們出版了共計十二冊的《音樂百科》，主編為伊麗莎白·傑博斯卡（Elżbieta Dziębowska）。
樂譜租借部門設於華沙，提供各式版權作品（合唱團、樂團等）的演出所需。

## 外部連結
- 官方网站（波兰語）（英文）
- 波蘭音樂出版社的免费乐谱，由国际乐谱典藏计划提供
- 波蘭音樂出版社的免费乐谱，由国际乐谱典藏计划提供